# Symphonie no 41 de Mozart
Jupiter
Pour les articles homonymes, voir Symphonie no 41.
 (octobre 2013).
Si vous disposez d'ouvrages ou d'articles de référence ou si vous connaissez des sites web de qualité traitant du thème abordé ici, merci de compléter l'article en donnant les références utiles à sa vérifiabilité et en les liant à la section « Notes et références ».
La Symphonie no 41 en ut majeur, KV 551, dite Jupiter, est une symphonie composée par Wolfgang Amadeus Mozart en juillet-août 1788 et achevée le 10 août 1788, alors qu'il était âgé de 32 ans. Son surnom n'est pas de Mozart mais de l'organisateur de concerts contemporain Johann Peter Salomon et apparaît pour la première fois lors d'un concert en Écosse en 1819. Elle est considérée comme l'ultime symphonie du compositeur.

## Historique, création, réception
Les trois dernières symphonies mozartiennes ont été écrites en moins de deux mois, à une époque de gêne financière pour un musicien en quête de succès. La thèse selon laquelle elles n'auraient pas été interprétées du vivant du musicien est aujourd'hui discréditée : il est probable qu'il les ait composées en vue d'une tournée en Angleterre qui n'a pas eu lieu et qu'il les ait dirigées en Allemagne en 1790 et 1791.
Le 10 août 1788, Mozart achevait la KV 551 et la notait dans son propre répertoire des œuvres avec les mots suivants : « Eine Sinfonie. – 2 violini, 1 flauto, 2 oboe, 2 fagotti, 2 Corni, 2 clarini, Timpany, viole e Baßi ».
On ne sait pas si la Symphonie no 41 a été jouée du vivant du compositeur. Selon Otto Erich Deutsch, à cette époque Mozart se préparait à organiser une série de « concerts au Casino » dans un nouveau casino de la Spiegelgasse détenu par Philipp Otto. Mozart a même envoyé une paire de billets pour cette série à son ami Johann Michael Puchberg. Mais il est impossible de savoir si la série de concerts a eu lieu, ou si elle a été annulée par manque d'affluence.
Après la mort de Mozart, l'œuvre était — surtout le final — considérée comme l'un des morceaux symphoniques les plus réussis et a reçu le titre de « symphonie avec fugue finale ». Dans le Allgemeine musikalische Zeitung de 1808, on signale qu'à Leipzig l'œuvre était maintenant « jugée comme le morceau préféré des amateurs d'art de la ville au point que chaque année, on ne pouvait la leur refuser ». À Londres, l'œuvre a fait l'objet d'un accueil chaleureux. La partition y a été imprimée en 1810 et la symphonie a été saluée comme « le plus grand triomphe de la composition instrumentale ».

### Surnoms, titre
Outre le surnom de « Symphonie avec la fugue finale », qui n'est guère utilisé aujourd'hui[Quand ?] (on le trouve dans la troisième édition du Köchelverzeichnis de 1937, mais pas comme sous-titre principal), la symphonie a reçu le surnom de « Jupiter » ou « Symphonie Jupiter » qui est devenu commun. Dans les journaux de l'éditeur anglais Vincent Novello et de sa femme Marie, qui ont rendu visite en 1829 à Constance Mozart à Salzbourg, on peut lire à la date du 7 août, une note selon laquelle le fils de Mozart a mentionné que le promoteur de concerts Johann Peter Salomon a donné à l'œuvre le surnom de « Jupiter ». Kurt Pahlen rapporte également une autre «légende», selon laquelle le surnom viendrait du pianiste Johann Baptist Cramer, pour rappeler la « perfection divine » de la composition.
Le titre « Symphonie Jupiter » est apparu pour la première fois dans le programme du Festival de musique d'Édimbourg du 20 octobre 1819, puis dans le programme du London Royal Philharmonic du 26 mars 1821, et en juin 1822, le correspondant à Londres du Allgemeinen musikalischen Zeitung écrit : « le troisième [ concert ] du 25 mars ( ... ) a commencé ici avec la si populaire Symphonie en ut majeur de Mozart, et connue sous le nom de Jupiter ». En 1822, Muzio Clementi a publié une réduction pour le piano de la symphonie, qui est appelée « Jupiter » dans le titre ; le dieu Jupiter est représenté trônant sur les nuages et tenant dans ses mains le tonnerre et la foudre.

## Instrumentation
| Instrumentation de la symphonie no 41                                |
| Cordes                                                               |
| premiers violons, seconds violons, altos, violoncelles, contrebasses |
| Bois                                                                 |
| 1 flûte, 2 hautbois, 2 bassons                                       |
| Cuivres                                                              |
| 2 cors en ut, 2 trompettes en ut                                     |
| Percussions                                                          |
| timbales (en ut et sol)                                              |

## Structure
La symphonie « Jupiter » comprend quatre mouvements :
1. Allegro vivace, à , en ut majeur, 313 mesures ; les mesures 1 à 120 sont jouées deux fois.
2. Andante cantabile, à 
, en fa majeur, 101 mesures, avec les cordes en sourdine ; les mesures 1 à 44 sont jouées deux fois.
3. Menuetto et Trio, à 
, en ut majeur, 59 + 28 mesures
4. Molto allegro, à , en ut majeur, 423 mesures

Durée : Environ 30 minutes

## Analyse
Cette symphonie est traversée par des cellules motiviques récurrentes (triolets de doubles dans le 1er et le 4e mouvement par exemple).

### Allegro vivace
Premier thème:
La lecture audio n'est pas prise en charge dans votre navigateur. Vous pouvez télécharger le fichier audio.
Second thème (mesure 56):
La lecture audio n'est pas prise en charge dans votre navigateur. Vous pouvez télécharger le fichier audio.

Troisième thème (mesure 101) :
La lecture audio n'est pas prise en charge dans votre navigateur. Vous pouvez télécharger le fichier audio.

Le mouvement pose d'emblée la tonalité péremptoire et solennelle d’ut majeur. L’alternance entre le fortissimo de l’orchestre et le jeu doux des violons prélude à la structure du mouvement. Après un thème secondaire qui répond aux appels héroïques du premier motif, une modulation en sol majeur intervient, rapidement dominée par le troisième thème dont l’air est emprunté à l’ariette de basse Un bacio de mano, KV 541. La suite du mouvement développe ce contraste entre le galant et l'épique (savant).

### Andante cantabile
La lecture audio n'est pas prise en charge dans votre navigateur. Vous pouvez télécharger le fichier audio.
Ce mouvement lent, sans timbales ni trompettes, évoque par le jeu calme et paisible des vents une divine sérénité, cependant troublée par l'intervention d'un ré mineur d'une profonde angoisse qui vient ajouter une intensité dramatique et un moment de réelle tension.
Un des thèmes a été repris par Joseph Haydn dans le mouvement lent de sa Symphonie no 98, écrite peu après la mort de Mozart.

### Menuetto et Trio
Première reprise du Menuet :
La lecture audio n'est pas prise en charge dans votre navigateur. Vous pouvez télécharger le fichier audio.
Première reprise du Trio :
La lecture audio n'est pas prise en charge dans votre navigateur. Vous pouvez télécharger le fichier audio.
Altier, le menuet privilégie le contrepoint qui préfigure le finale, au détriment de l'aspect dansant. La deuxième partie du second motif du trio annonce également le thème principal du finale.

### Finale:Molto allegro
La lecture audio n'est pas prise en charge dans votre navigateur. Vous pouvez télécharger le fichier audio.
Le finale est d'esprit classique par l’équilibre de sa construction et l'élégance de ses thèmes, et d'esprit baroque par son contrepoint, hérité de J.-S. Bach. Il s'agit d'une forme sonate comportant quelques sections fuguées,. Le fragment do-ré-fa-mi, issu de la musique grégorienne, se retrouve notamment dans la neuvième fugue du second livre du Clavier bien tempéré, mais aussi dans le dernier mouvement de la Treizième symphonie de J. Haydn.
Le mouvement s'achève dans une coda-fugue incluant les quatre thèmes.
Le mouvement est construit sur un contrepoint renversable à cinq voix dont la maîtrise atteint des sommets, en particulier dans la strette qui conclut la symphonie sur une apothéose triomphale.

## Propos sur l'œuvre
« La symphonie Jupiter de Wolfgang Amadeus Mozart est l'œuvre la plus belle que j'aie écoutée » (Richard Strauss).